# Tombe d'Aline
La tombe d'Aline est un tombeau de l'Égypte antique de l'époque de Tibère ou Hadrien, découvert et fouillé à Hawara en 1892.

## Conditions de la découverte, contenu, date
Dans la seconde moitié du XIXe siècle, l'intérêt croissant pour l'histoire, la culture et l'art égyptiens conduit à un véritable concours entre les différents pays européens, tous visant à s'assurer d'anciennes découvertes de la meilleure qualité possible (et en quantité) pour leurs musées nationaux respectifs. Dans ce contexte général, l'archéologue allemand Richard von Kaufmann (de) entreprend une courte campagne de fouilles à Hawara en mars 1892. Sa trouvaille la plus importante est ce qu'on appelle le « Tombeau d'Aline ». Un puits conduit à une simple fosse bordée de terre crue de 2,8 × 3,5 m contenant huit momies. Trois ne sont pas décorées, deux portent des masques en papier et trois sont ornées de portraits de momies. La tombe n'a pas de superstructure.
Les trois momies avec des portraits peints se trouvent au fond ; ce sont ceux de la femme nommée Aline et de deux enfants de sexe féminin. Les deux momies masquées reposent à angle droit au-dessus d'elles ; ce sont celles d'un homme et d'une jeune fille un peu plus âgée. Les deux momies non décorées sont situées sur le dessus, de nouveau à angle droit. Sur les momies de l'homme, de la femme et des trois filles, l'enroulement est en outre assuré avec différents joints d'argile. L'un représente Héraclès aux prises avec le Lion de Némée, les autres des têtes. Toutes les jointures sont conservées. Le mobilier funéraire comprend un pot d'argile avec une gerbe de fleurs, ce qui est typique de ces tombes. Il s'y trouve aussi une stèle grossièrement taillée portant l'inscription suivante en grec :
| Grec           | Français                         |
| ΑΛΙΝΗΙ         | Aline                            |
| Η ΚΑΙ ΤΈΝΩC    | aussi appelée Tenos              |
| ΗΡΩΔΟΥ ΧΡΉC    | fille d'Hérode                   |
| ΤΗ ΧΑΙΡΕ ΠΟΛΛΑ | très aimée                       |
| ΕΤΟΥC Ι ΛΕ Λ   | morte en l'an 10, âgée de 35 ans |
| ΜΕΣΟΡΉ Ζ       | le 7e de Mésori                  |

La tombe est nommée d'après cette inscription. Les spécialistes supposent qu'Aline est la femme enterrée dans la tombe et dotée d'un portrait de momie. Ils pensent par ailleurs que l'homme était son mari et les filles ses enfants. Comme les âges et les sexes des momies non décorées ne sont pas connus, elles ne peuvent pas être distinguées de façon similaire. La séparation en deux parties de la date de l'inscription, résultant de l'insertion de l'âge d'Aline au milieu, est inhabituelle. Comme il est courant dans l'Égypte romaine de compter l'année à partir de l'accession au pouvoir du dirigeant contemporain, il est possible d'attribuer la tombe, en conjonction avec la coiffure de la portrait, en toute sécurité à l'une des deux dates possibles. Elle est généralement considérée comme datant de la dixième année du règne de Tibère, c'est-à-dire en l'an 24. Le même type de coiffure redevient populaire un siècle plus tard, de sorte que la 10e année du règne d'Hadrien (en 127) est également une possibilité, mais la plupart des spécialistes préfèrent la date antérieure. D'autres arguments en faveur de la date ultérieure comprennent le style de peinture raffinée et l'utilisation de l'éclosion (?}, tous deux typique du IIe siècle de notre ère, les tons de lilas des vêtements, la représentation de la femme comme plutôt bien nourrie, ainsi que les cheveux et la barbe de l'homme. On ne sait pas quand les momies ont été déposées et si tous les morts sont de la même génération.
Aujourd'hui, les découvertes de la sépulture se trouvent au musée égyptien de Berlin. Une partie d'entre elles est exposée au Altes Museum.

## Portraits et masques de momies

### Aline

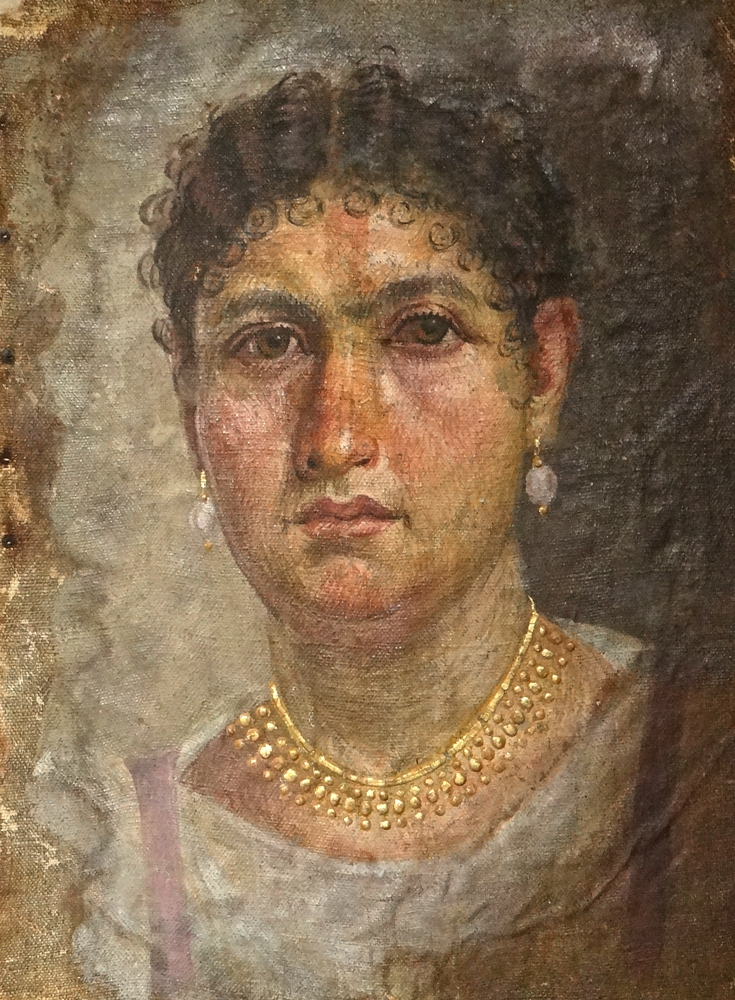
Portrait d'Aline

Le portrait d'Aline, est peint en tempera sur toile, comme le sont ceux des deux filles. Sa hauteur est de 40 cm pour une largeur de 32,5 cm. Sous la toile peinte, des morceaux de lin pressés sur le visage de la momie sont utilisés pour fournir une surface plane, de sorte que le portrait est presque plat. Certains des portraits ont été peints avant la mort de leur sujet, mais dans le cas d'Aline, où il est effectivement peint à l'extrémité de l'enveloppe de la momie, il semble avoir été produit après la mort, peut-être à partir d'un portrait préalablement préparé. Comme il est courant pour les portraits de momies, la peinture donne l'impression de profondeur en trois dimensions, caractéristique relativement récente dans l'art égyptien due à l'influence gréco-romaine. Les représentations frontales de visages humains sont également inhabituelles pendant la majeure partie de l'histoire de l'art égyptien. La coiffure ondulée avec une raie centrale est peinte tout simplement, mais avec soin. Les petites boucles au-dessus du front sont frappantes. Le visage apparaît plein mais sans graisse. Il donne l'impression que cette femme, qui appartenait aux niveaux intermédiaires ou supérieurs de la société égyptienne, a mené une bonne vie. Ses bijoux simple sont peints avec soin. La représentation du collier de plâtre doré, enrichit le portrait. Aline porte une tunique blanche ou chiton, les minces bandes lilas du laticlave courent sur son épaule. Les couleurs sont chaudes. Le regard triste et mélancolique est typique des portraits de momies. Au total, c'est un magistral portrait d'une femme d'âge moyen.
Aline est l'un des cas extrêmement rares où nous connaissons le nom et l'apparence d'une personne de l'antiquité qui n'appartenait pas aux classes dirigeantes et n'est pas mentionnée dans la littérature.

### Enfants

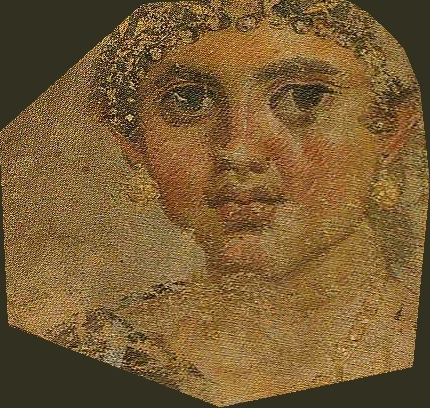
Portrait de la fille du milieu

Les deux momies des jeunes filles n'ont pas encore été ouvertes à ce jour. Au début des années 1990, elles ont été examinées en utilisant des techniques modernes. Le portrait de la fille plus âgée, probablement celle du milieu entre les trois filles d'Aline et son mari, ressemble à celle de sa mère. Comme elle est encore attachée à sa maman, elle est moins visible à l'heure actuelle; en outre, elle a été fixée un peu trop à droite de l'ouverture en forme de fenêtre dans les bandelettes. Comme c'est le cas avec les autres enfants et l'homme, son nom est inconnu. Elle porte des bijoux de valeur, mais simples et arbore une coiffure en bouclettes.

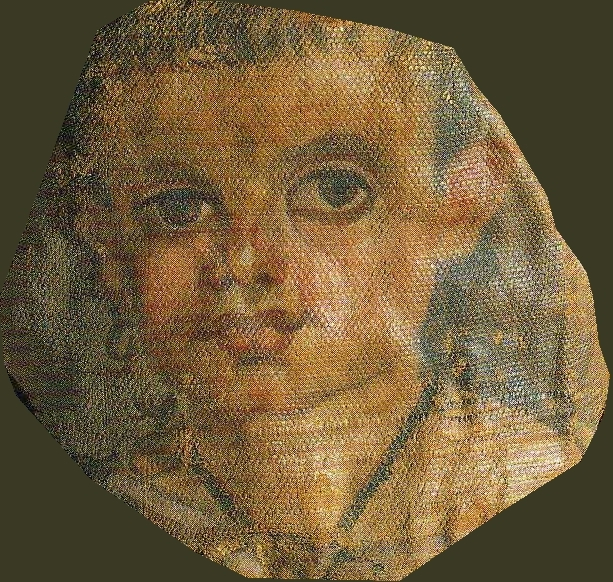
Portrait de la plus jeune fille

Pendant longtemps, les spécialistes ont considéré la plus jeune fille comme étant un garçon. Des recherches récentes prouvent définitivement que l'enfant joufflu avec des oreilles décollées est une fille. Autour de son cou pend une bande de cuir avec une lunule (amulette), une amulette apotropaïque couramment portée par les femmes ou les filles. Son chiton est de couleur violette, caractéristique exclusive aux femmes. En outre, il est partiellement tombé, exposant son épaule gauche, attribut de la déesse Aphrodite qui vise à souligner l'attraction érotique. Ce procédé est couramment utilisé sur les portraits de momies de femmes et même de jeunes filles. Ainsi, le sexe de l'enfant est-il indubitablement féminin.

### Masques en papier
Contrairement aux portraits peints, les masques en papier sont moins préoccupés de la représentation des individus. Le masque de la momie de l'homme est doré. La découverte des masques et des portraits dans la tombe montre que les deux formes de traitement des défunts ne coexistent pas seulement simultanément, mais peuvent en effet être utilisées par la même famille dans une tombe unique.